# Benyovszky Imre
Benyófalvi Benyovszky Imre (Bőcs, 1758. február 3. – 1821 után) mérnök, földmérő.

## Élete
Nemesi családból származott. Gödöllőn élt és dolgozott. Az 1780-as években a Magyar Kamara megbízta úrbéri térképezéssel és térképmásolással. Ezután Grassalkovich Antal földmérője lett és a gödöllői Grassalkovich-kastélyhoz készített felmérést 1797-ben.

## Munkái
- Tractatus liberior regulationem alvei fluvii Tibisci… concernens. Budae, 1804.

### Kéziratban
- A nevelésről 1821. (Censurai példány az Országos Széchényi Könyvtárban)